# Armorial des Grimaldi
Cette page présente les armoiries (figures et blasonnements) des différentes branches et des membres issus de la Maison Grimaldi et de la famille princière de Monaco.

## Armorial
| Figure | Nom de la branche familiale ou du personnage, et blasonnement |
|        | Branche des princes de Monaco. Fuselé d'argent et de gueules. Tenants : Deux moines de l’Ordre des frères mineurs, chevelus, barbus et chaussés, portant chacun une épée levée, debout sur une banderole. Les moines soutenant le bouclier évoque la conquête de Monaco en 1297, quand François Grimaldi et ses compagnons, déguisés en moines, ont envahi la forteresse, avec des épées cachées sous leurs frocs. Le col entourant le bouclier représente l’ordre de Saint-Charles. Timbre : Couronne princière de Monaco. Devise : Deo Juvante (Avec l’aide de Dieu). Autres éléments : Manteau de gueules doublé d'hermine et timbré de la couronne princière fermée. |
|        | Branche des Grimaldi de Bueil (dont Jean Grimaldi de Bueil, baron de Beuil et Annibal Grimaldi (1557-1621), comte de Beuil). Timbre : couronne de baron puis de comte Tenants : Leopards lionnés Devise : Dur à scavoir Écartelé : au 1 et 4, de gueules à l'étoile à seize rais d'or (qui est de Beuil) ; au 2 et 3 : fuselé d'argent et de gueules (qui est de Grimaldi),. |
|        | Dominique Grimaldi, archevêque d'Avignon (1557 † 1592). Fuselé d'argent et de gueules au chef d'or chargé d'une aigle éployée de sable. |
|        | Cardinal Girolamo Grimaldi-Cavalleroni (1595 † 1685). Fuselé d'argent et de gueules (qui est de Grimaldi), au chef de gueules chargé d'une aigle couronnée d'or ; sur le fuselé : un écusson d'azur chargé d'un Saint-Paul d'or tenant de sa main dextre une épée fichée en terre et de sa main senestre, repliée sur sa poitrine, un livre fermé.. Ce blasonnement, qui n'est attesté que par l'ex-libris mentionné en note, est douteux : l'écu représentant saint Paul ne figure en effet sur aucune des autres représentations connues des armes du cardinal (façade de l'église Saint-Pierre de Saumur, portrait du cardinal figurant dans Wikimedia Commons, recueil de ses ordonnances synodales reproduit dans Gallica et sceau sous papier de 1665 sur des pièces conservées aux Archives départementales des Alpes-Maritimes sous la cote H 119) ; en outre les émaux du chef ne sont pas les mêmes que dans les armoiries ci-dessus attribuées à Dominique Grimaldi. |
|        | Grimaldi d'Esdra famille Corse issue de scission de la famille Grimaldi. Fuselé de gueules et d'argent au chef d'argent chargé de trois étoiles de gueules. |
|        | Joseph-Marie Grimaldi (1754 † 1830). Joseph Grimaldi, baron de l’empire, avec transmission à l’un de ses neveux, par lettres patentes du 23 mai 1810. Écartelé : au 1er et 4e, fuselé de gueules et d’argent ; au 2e, des barons évêques ; au 3e, d’argent à trois fasces courbes d’azur. Différences entre dessin et blasonnement. L’évêque d’Ivrée, archevêque de Verceil, appartenait à une branche de la maison de Grimaldi, princes de Monaco. |

.